# Chauffours
Chauffours é uma comuna francesa na região administrativa do Centro, no departamento Eure-et-Loir. Estende-se por uma área de 7,39 km². Em 2010 a comuna tinha 282 habitantes (densidade: 38,2 hab./km²).